# Candlestick Park
El Candlestick Park és un estadi de futbol americà de la ciutat de San Francisco (Califòrnia, Estats Units). Actualment és l'estadi dels San Francisco 49ers de l'NFL, abans es deia Monster Park i també era l'estadi dels San Francisco Giants de l'MLB.

## Història
Les obres de construcció van començar el 1958, en un principi era un estadi construït pels San Francisco Giants de l'MLB, finalment el 12 d'abril de 1960 es va inaugurar el primer estadi modern de beisbol construït totalment de formigó del món. Va ser el president dels Estats Units Richard Nixon el primer a llançar la pilota de beisbol en el nou Candlestick Park.
Quan el 1999 els San Francisco Giants van marxar a l'AT&T Park es va reformar l'estadi per convertir-lo en estadi de futbol americà, tot i això encara es nota el passat beisbolístic de l'estadi.
Va ser escenari de l'últim concert dels The Beatles el 1966.